# Eugenia splendens
Eugenia splendens är en myrtenväxtart som beskrevs av Otto Karl Berg. Eugenia splendens ingår i släktet Eugenia och familjen myrtenväxter. Inga underarter finns listade i Catalogue of Life.